# Villars-le-Grand
Villars-le-Grand (toponimo francese, fino al XVIII secolo Villars-en-Vully; in tedesco Grosswiler, desueto) è una frazione di 282 abitanti del comune svizzero di Vully-les-Lacs, nel Canton Vaud (distretto della Broye-Vully).

## Storia

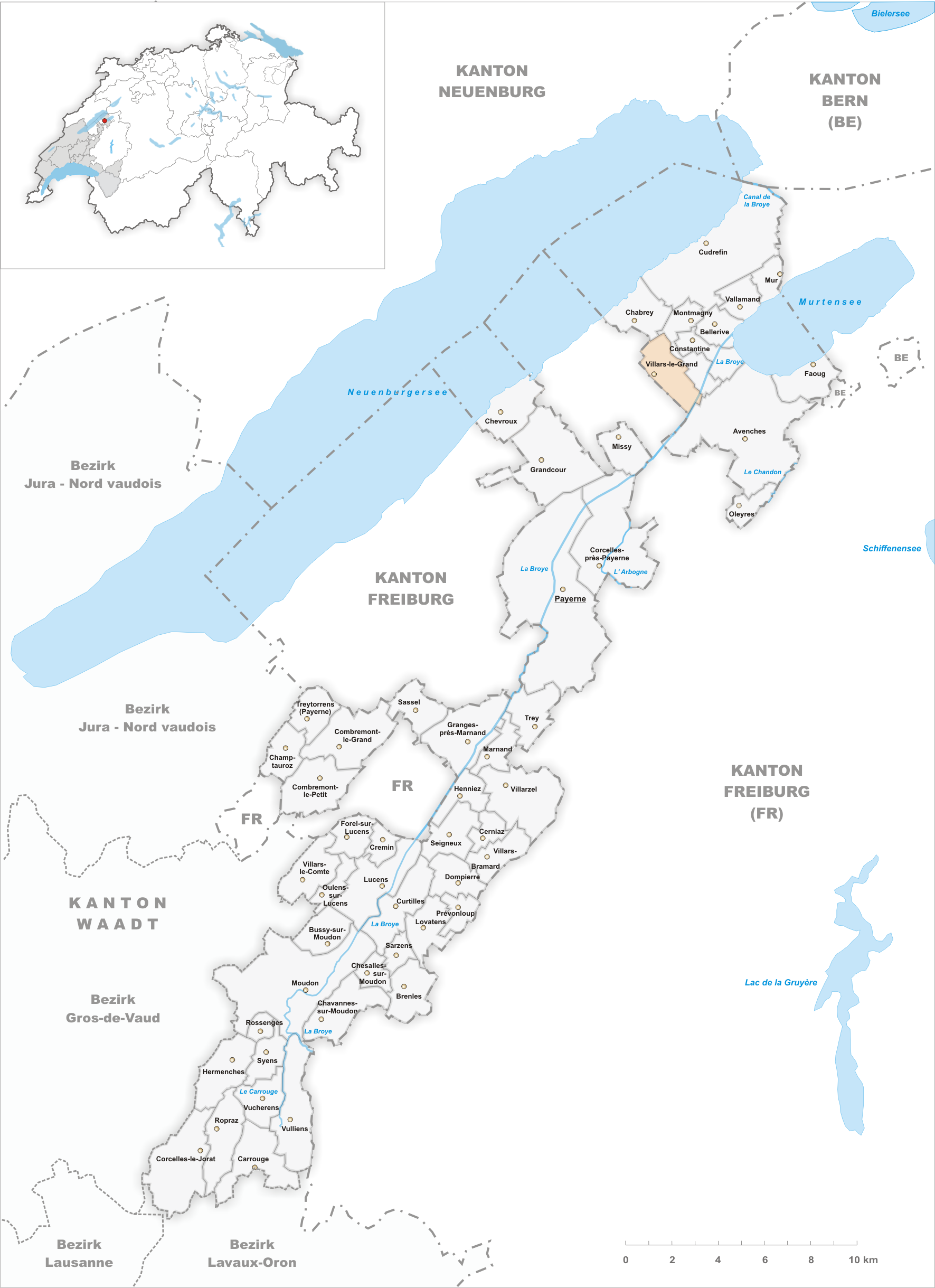
Il territorio del comune di Villars-le-Grand prima degli accorpamenti comunali del 2011

Già comune autonomo che si estendeva per 4,21 km², nel 2011 è stato accorpato agli altri comuni soppressi di Bellerive, Chabrey, Constantine, Montmagny, Mur e Vallamand per formare il nuovo comune di Vully-les-Lacs.

### Simboli
Lo stemma, risalente al XVII secolo,
rappresenta la graticola, attributo di san Lorenzo, a cui è dedicata la chiesa del paese.

## Monumenti e luoghi d'interesse
- Chiesa riformata di San Lorenzo, attestata dal 1342 e ricostruita nel 1690[1].

## Società

### Evoluzione demografica
L'evoluzione demografica è riportata nella seguente tabella:
Abitanti censiti

## Amministrazione
Ogni famiglia originaria del luogo fa parte del cosiddetto comune patriziale e ha la responsabilità della manutenzione di ogni bene ricadente all'interno dei confini della frazione.